# Triainolepis rhynchopetala
Triainolepis rhynchopetala är en måreväxtart som beskrevs av Cornelis Eliza Bertus Bremekamp. Triainolepis rhynchopetala ingår i släktet Triainolepis och familjen måreväxter. Inga underarter finns listade i Catalogue of Life.